# Triakidae
Los triáquidos (Triakidae) son una familia elasmobranquios del orden Carcharhiniformes. Son pequeños tiburones con dos grandes aletas dorsales sin espinas y una aleta anal. Se hallan en todo el mundo de aguas cálidas a templadas, donde se alimentan de peces e invertebrados en el fondo del mar y a medias aguas.

## Taxonomía
La familia de los triáquidos incluye 45 especies en nueve géneros. En algunas clasificaciones, la familia se divide en dos,  Mustelus, Scylliogaleus, Triakis en Triakidae, y los géneros restantes en Galeorhinidae.
- Mustelus
- Scylliogaleus
- Triakis
- Furgaleus
- Galeorhinus
- Gogolia
- Hemitriakis
- Hypogaleus
- Iago